# Unité urbaine de Saint-Pierre
Ne doit pas être confondu avec Unité urbaine de Saint-Pierre (Martinique).
L'unité urbaine de Saint-Pierre est une unité urbaine française centrée sur les communes de Saint-Pierre et du Tampon, sur l'île de La Réunion.

## Données générales
Dans le zonage réalisé par l'Insee en 1999, l'unité urbaine était composée de deux communes.
En 2010, l'unité urbaine était composée de trois communes, la commune d'Entre-Deux ayant été ajoutée au périmètre.
En 2020, à la suite d'un nouveau zonage, elle est composée des trois mêmes communes.
En 2022, avec 174 333 habitants, elle représente la 3e unité urbaine du département de La Réunion. Au niveau national, elle occupe le 45e rang.
En 2022, sa densité de population s'élève à 531 hab/km2. Par sa superficie, elle représente 13,07 % du territoire départemental mais, par sa population, elle regroupe 19,78 % de la population du département de la Réunion.

Agglomérations de plus de 100000 habitants en France en 2022.

## Composition 2020 de l'unité urbaine
Elle est composée des trois communes suivantes :
| Nom          | Code Insee | Département | Statut       | Superficie (km2) | Population (dernière pop. légale) | Densité (hab./km2) | Modifier                                    |
| ------------ | ---------- | ----------- | ------------ | ---------------- | --------------------------------- | ------------------ | ------------------------------------------- |
| Saint-Pierre | 97416      | La Réunion  | ville-centre | 95,99            | 85 254 (2022)                     | 888                | modifier les données · modifier les données |
| Le Tampon    | 97422      | La Réunion  | ville-centre | 165,43           | 81 964 (2022)                     | 495                | modifier les données · modifier les données |
| Entre-Deux   | 97403      | La Réunion  | banlieue     | 66,83            | 7 115 (2022)                      | 106                | modifier les données · modifier les données |

## Évolution démographique
L'évolution démographique ci-dessous concerne l'unité urbaine dans la délimitation de 2020.
| 1968   | 1975   | 1982   | 1990    | 1999    | 2006    | 2011    | 2016    | 2022    |
| ------ | ------ | ------ | ------- | ------- | ------- | ------- | ------- | ------- |
| 75 456 | 85 912 | 94 332 | 110 699 | 134 408 | 150 042 | 161 639 | 168 346 | 174 333 |

#### Données générales
- Unité urbaine en France
- Aire d'attraction d'une ville
- Liste des unités urbaines de France

#### Données démographiques en rapport avec l'unité urbaine de Saint-Pierre (La Réunion)
- Aire d'attraction de Saint-Pierre - Le Tampon
- Arrondissement de Saint-Pierre (La Réunion)

#### Données démographiques en rapport avec La Réunion
- Démographie de La Réunion
- Liste des unités urbaines de La Réunion